# ۱۴ اکتبر
۱۴ اکتبر دویست و هشتاد و هفتمین (در سال‌های کبیسه دویست و هشتاد و هشتمین) روز سال در گاه‌شماری میلادی است. ۷۸ روز تا پایان سال باقی‌است.

## رویدادها
- ۱۳۵۴ - کشتار قبیه که در آن ۶۹ غیرنظامی فلسطینی توسط ارتش اسرائیل و به فرماندهی آریل شارون کشته شدند[نیازمند منبع].

## زادروزها
- ۱۸۸۰ - دوایت آیزنهاور سیاست‌مدار آمریکایی و رئیس جمهور این کشور
- ۱۹۴۰ - کلیف ریچارد، خواننده، نوازنده، بازیگر و کارآفرین انگلیسی

## درگذشت‌ها
- ۱۹۴۴ - اروین رومل، نظامی و فیلدمارشال آلمانی
- ۱۹۸۴ - آلیس نیل، نقاش و پرتره‌نگار آمریکایی
- ۱۹۹۷ - هارولد رابینز، نویسنده آمریکایی

## مناسبت‌ها
- روز جهانی استاندارد[نیازمند منبع]
- روز مادر در کشور بلاروس[۱]